# Bossier-Shreveport Mudbugs
Bossier-Shreveport Mudbugs byl profesionální americký klub ledního hokeje, který sídlil v Bossier City ve státě Louisiana. Založen byl v roce 1997, po založení nastoupil do profesionální ligy Western Professional Hockey League (WPHL). Po zániku ligy byl klub donucen přestoupit do Central Hockey League (CHL). V této lize klub vydržel až do svého zániku v roce 2011. Klubové barvy byly černá, pacifická modř, fialová, červená a bílá.
Své domácí zápasy odehrával v hale CenturyLink Center s kapacitou 12 440 diváků.

## Historické názvy
Zdroj: 
- 1997 – Shreveport Mudbugs
- 2000 – Bossier-Shreveport Mudbugs

## Úspěchy
- Vítěz WPHL ( 3× )
  - 1998/99, 1999/00, 2000/01
- Vítěz CHL ( 1× )
  - 2010/11